# 44 Monroe
Le 44 Monroe est un gratte-ciel de logements de 116 mètres de hauteur construit à Phoenix (Arizona) de 2005 à 2008. L'immeuble comprend 176 logements. 
En avril 2024 c'était l'un des dix plus haut gratte-ciel et le plus haut immeuble résidentiel de Phoenix.
L'immeuble a été conçu par le cabinet d'architecte Tucker Sadler Architects.
Le promoteur ("developer") de l'immeuble est la société Grace Communities 